# 150-ті до н. е.

## Події
- Парфія: правління царя Мітрідата І;
- 155 — Друга Критська війна
- Внутрішній конфлікт у державі Селевкидів (152–137)
- Друга Кельтіберська війна